# Midtøy
Midtøy ou Midtøya est une île norvégienne du comté de Hordaland appartenant administrativement à Stord.

## Description
Rocheuse et couverte d'arbres, à fleur d'eau, qui s'étendent sur environ 469 m de longueur pour une largeur approximative de 259 m. Elle compte quelques habitations.